# 争取民主变革全国协调委员会
争取民主变革全国协调委员会 （阿拉伯语：هيئة التنسيق الوطنية لقوى التغيير الديمقراطي السورية，NCC） 是叙利亚的一个反对派组织，领导人是Hussein Abdel Azim。该组织由13个左翼政党和独立政治活动家组成，其中包括三个库尔德人政党以及在叙利亚国内外活动的年轻活动家。该组织与叙利亚全国委员会是叙利亚最主要的两个反抗巴沙尔·阿萨德政权的政治组织。它与全国委员会的不同点在于协调委员会认为反对派通过与叙利亚当局的对话会促使叙利亚政府主动实现“国家安全与和平地从专制向民主的转变”。